# Blue Pill
La Blue Pill (in italiano pillola blu) è il nome in codice di un rootkit basato sulle piattaforme x86. È stato progettato da Joanna Rutkowska e originariamente mostrato alla Black Hat Briefings il 3 agosto 2006.
Il nome è un riferimento alla pillola rossa e pillola blu citata nel film del 1999 Matrix. La minaccia alla sicurezza informatica costituita dai rootkit si rivela particolarmente pericolosa soprattutto per le specifiche caratteristiche di questo tipo di malware, che lo rendono estremamente difficile sia da prevenire e rilevare, sia da contrastare ed eliminare una volta che si sia installato in un sistema.
In sintesi Blue Pill, una volta penetrato in un sistema operativo, crea una macchina virtuale che lo fagocita, cioè lo pone al suo interno, assumendone completamente il controllo senza che il sistema se ne renda conto.